# Sudeternes forbjerge
Sudeternes forbjerge eller Sudeternes forland  (Przedgórze Sudeckie, tjekkisk: Krkonošsko-jesenické podhůří, Sudetské podhůří, tysk: Sudetenvorland) er et område (makroregion) beliggende nord for selve sudeterne, der er forbundet med dem, men tydelig  adskilt af en tektonisk linje (sudætisk marginalforkastning). Hovedparten af regionen ligger i Polen, og en lille del  i Tjekkiet.
Den højeste punkt er Ślęża der er 718 moh.
Fra nordvest grænser Sudeternes forbjerge til det schlesisk-lausitzke lavland, fra nordøst til det schlesiske lavland, fra sydøst, syd og sydvest til sudeterne.

## Floder og søer
Nysa Kłodzka, Bystrzyca, Oława, Ślęza, Jezioro Otmuchowskie, Mietkowskie-søen og Paczkowski- bugten.
- Ząbkowice Śląskie
- Świdnica
- Javorník
- Žulová

## Historie
Under Anden Verdenskrig drev Nazi-Tyskland koncentrationslejren Gross-Rosen med flere underlejre i regionen.